# Beatport

Het logo van Beatport

Beatport is een Amerikaanse website die tegen betaling dance-muziek aanbiedt, in de vorm van digitale downloads. De dienst wordt aangeboden door Beatport LLC. Het hoofdkantoor bevindt zich in Denver. Het is overgenomen door het dance-evenementenbedrijf SFX. Met deze uitbreiding gaan ze ook de concurrentie aan met Spotify en Deezer door het aanbieden van een breed muziekassortiment.
De website bood haar eerste muziek aan in januari 2004.
Muziek kan gedownload worden als MP3, MP4 en als WAV. Ieder nummer kan kosteloos beluisterd worden. Alle downloads zijn vrij van DRM. Van de downloadopbrengsten komt 40 procent op rekening van Beatport, de rest gaat naar de betreffende labels.
Daarnaast is er ook BeatportPRO, bedoeld voor dj's en producers.

## Geschiedenis

### 2004-2009: Oprichting
De eerste versie van de webwinkel van Beatport, Beatport 1.0, werd uitgebracht op 7 januari 2004 en bestond uit 79 platenlabels voor elektronische muziek in de catalogus. Een half jaar later begon Beatport bekendheid te krijgen na enkele samenwerkingen met bekende DJ's en partnerschappen met het technologiebedrijf Native Instruments. In januari 2005 werd een herziene Beatport 2.0 uitgebracht, met een catalogus van meer dan 100.000 tracks geleverd door 2.700 ondertekende labels. Beatport werd ook toegankelijk gemaakt via een verkleinde GUI ingebed in DJ-software: Traktor DJ Studio van Native Instruments. Op 7 augustus 2006 bracht Beatport Beatport 3.0 Fully Loaded uit, de derde versie van de oorspronkelijke winkel, met verbeteringen aan de navigatie, aangepaste inhoudabonnementen via My Beatport en nieuwe betalingsopties.

### 2007-2008: Beatport Player
In februari 2007 lanceerde Beatport de Beatport Player, een webwidget voor virale marketing om relevante inhoud per artiest, label, genre en hitlijst af te spelen. De speler is gebouwd met behulp van Adobe Flash en HTML en biedt gebruikers de mogelijkheid om aangepaste, dynamische afspeellijsten te maken van previews van liedjes uit de catalogus van Beatport, die kunnen worden opgenomen in bijna elke HTML-website.
In augustus 2007 lanceerde Beatport een op de gemeenschap gerichte muzieksite, Beatportal, waarvan de missie is "...muziekliefhebbers te voorzien van actuele informatie over de wereld van elektronische muziek". Voortbordurend op het idee van de community-georiënteerde site, introduceerde Beatport op 18 maart 2008 de Beatport Music Awards. Elk jaar kunnen Beatport-gebruikers stemmen op de beste elektronische muziekartiesten in een poging om de vooruitgang van deze artiesten door de jaren heen te traceren of te bepalen welke de grootste groeiende fanbase heeft. De BMA's zijn onderverdeeld in 19 categorieën, waaronder Best Artist categorieën uit elk genre, Best Remix, en Best Single. De genomineerden voor de BMA's zijn uitsluitend gebaseerd op de verkoop per eenheid op Beatport.

### 2009-2012: The New Beatport
De derde versie van de online winkel, genaamd "The New Beatport", werd uitgebracht op 21 januari 2009.  Meerdere functies werden toegevoegd aan de site, waaronder embedded artwork in gekochte muziek, een nieuw gebruikersvoorkeur systeem genaamd "My Beatport", sneltoetsen en sitewide meertalige ondersteuning.  Als een nieuwere versie van de winkel, integreerde het het gebruik van een Adobe Flex 3 webapplicatie geleverd door RealEyes Media. Op 14 juli 2011 lanceerde Beatport hun HTML5 website met nieuwe functies, ontwerpen en een nieuw platform.
De jaaromzet van Beatport voor 2012 was naar verluidt rond de 15-18 miljoen dollar, met een verlies van 2 miljoen dollar.

### 2013-2015: SFX,pivotnaar originele content
In februari 2013 werd Beatport overgenomen door Robert F.X. Sillerman's SFX Entertainment, een conglomeraat dat zich richt op EDM-eigendommen zoals festivals en promotors. Daarnaast kondigde Beatport aan dat het zou gaan samenwerken met de muziekherkenningsdienst Shazam om zijn catalogus te indexeren. In december 2013 ontsloeg het bedrijf 20 werknemers in het kantoor in Denver en zes in San Francisco, waardoor de technische infrastructuur van de site naar verluidt werd ondersteund door slechts een skeletploeg.
Onder SFX-eigendom begon Beatport zich te herpositioneren in de richting van de algemene elektronische dansmuziekcultuur. Op 6 januari 2014 kondigde Clear Channel Media and Entertainment (nu bekend als iHeartMedia) aan dat het, als onderdeel van een breder marketingpartnerschap met SFX, een Beatport top 20 countdown show zou syndiceren naar zijn major-market hedendaagse hitradiostations begin later in het jaar. Clear Channel personeel, waaronder John Sykes, geloofde dat de deal (met name de Beatport countdown show) zou helpen om een hoger niveau van nationale blootstelling aan huidige en opkomende EDM-artiesten te bieden.
In december 2014 vernieuwde Beatport haar website om zich uitgebreid te richten op mainstream fans van elektronische muziek, door het toevoegen van originele content (zoals nieuwsartikelen), evenals live streaming shows en festival coverage. Daarnaast lanceerde Beatport een gratis muziekstreamingdienst, waarmee gebruikers full-length nummers uit Beatport's bibliotheek konden streamen, evenals gecureerde afspeellijsten en charts. Beatport CEO Greg Consiglio en uitvoerend creatief directeur Clark Warner legden uit dat slechts 300.000 van de 50 miljoen unieke gebruikers van de site daadwerkelijk muziek hadden gekocht van de dienst, en dat de meerderheid van de gebruikers in plaats daarvan de Beatport-winkel met in de tijd beperkte samples van tracks gebruikten om muziek te ontdekken. In maart 2015 lanceerde de site een mobiele app, met de streamingdienst, en een "Beatport Shows"-functie die opkomende evenementen markeert en geïntegreerde toegang biedt tot ticketaankopen. De streamingdienst wordt gesubsidieerd door de winkel van Beatport, die werd ge-rebrand als Beatport Pro (in overeenstemming met de desktopclientsoftware van de dienst) en voornamelijk gericht bleef op professionals.

### Sinds 2016: SFX reorganisatie, LiveStyle
Beatport leed over 2015 een verlies van 5,5 miljoen dollar. In maart 2016 kondigde het bedrijf, als onderdeel van het faillissement van SFX, aan dat het van plan was Beatport en het digitale bedrijf Fame House te veilen (de laatste werd uiteindelijk verkocht aan Universal Music Group) om zich meer te richten op haar live-evenementenactiviteiten. Op 10 mei 2016 kondigde Beatport aan dat de veiling van het bedrijf was opgeschort, en dat het in plaats daarvan zijn activiteiten zou terugschroeven om zich alleen te richten op zijn muziekverkoopactiviteiten- wat resulteerde in de stopzetting van Beatport's streaming-, live- en originele contentactiviteiten. Het bedrijf kondigde ook ontslagen aan terwijl het een herstructurering onderging, met maar liefst 49 werknemers die het personeelsbestand verlieten.
In september 2016 riep het Italiaanse platenlabel Art & Music Recording op tot een onderzoek naar beschuldigingen dat derde partijen de downloadaantallen van verschillende van haar nummers kunstmatig hadden opgeblazen ("juicing") op Beatport, waardoor Beatport de nummers verwijderde op grond van beleid dat labels verbiedt om aankopen te doen van tracks om hun hitparade te verhogen.
In december 2016 kwam SFX onder nieuw leiderschap uit het faillissement, en werd omgedoopt tot LiveStyle. De CEO van het bedrijf, Randy Phillips (voorheen van AEG Live) verklaarde dat Beatport weer winstgevend was geworden.
In oktober 2017 werd Robb McDaniels aangekondigd als CEO van Beatport.
In mei 2019 kondigde Beatport twee nieuwe abonnementsdiensten aan, toegesneden op professionele DJ's: Beatport Link is een streamingdienst waarmee muziek uit de bibliotheek van het platform rechtstreeks kan worden gestreamd in ondersteunde dj-software. Pioneer DJ diende als lanceringspartner en bood integratie aan via zijn nieuw ontwikkelde mobiele app WeDJ, en kondigde aan dat Rekordbox Link later in het jaar zou ondersteunen. Beatport kondigde ook Beatport Cloud aan, met volledige weergave van tracks, een beheerinterface en onbeperkte herdownloads van gekochte nummers.

### 2019: Beatsource
In februari 2019 kondigde Beatport een joint venture aan met digitale muziek platenpoolbedrijf DJcity, waarmee Beatsource werd gevormd, een digitaal muziek retail platform gericht op open-format DJ's. Rond die tijd had Beatport 450.000 actieve DJ-klanten en 35 miljoen unieke bezoekers per jaar.  In augustus 2019 trad producer en DJ A-Trak toe tot de raad van beheerders als adviseur.